# Арефьевский сельсовет
Арефьевский сельсовет — сельское поселение в Бирилюсском районе Красноярского края.
Административный центр — село Арефьево.

## Население
| 2010 | 2012 | 2013 | 2014 | 2015 | 2016 | 2017 |
| ---- | ---- | ---- | ---- | ---- | ---- | ---- |
| 485  | ↘451 | ↘435 | ↗437 | ↘422 | ↘400 | ↘392 |
| 2018 | 2019 | 2020 | 2021 |      |      |      |
| →392 | ↘387 | ↘373 | ↘364 |      |      |      |

## Состав сельского поселения
| № | Населённый пункт | Тип населённого пункта       | Население |
| - | ---------------- | ---------------------------- | --------- |
| 1 | Арефьево         | село, административный центр | 390       |
| 2 | Бирилюссы        | деревня                      | 49        |
| 3 | Дорохта          | деревня                      | 46        |

Бирилюссы и Дорохта были включены в состав сельсовета из упразднённого Бирилюсского сельсовета в 1989 году.

## Местное самоуправление
Арефьевский сельский Совет депутатов
Дата избрания: 14.03.2010. Срок полномочий: 5 лет. Количество депутатов: 7
Глава муниципального образования
- Садыков Минхабир Исмагилович. Дата избрания: 14.03.2010. Срок полномочий: 5 лет